# Yazan al-Naimat
Yazan Abdallah Ayedal al-Naimat (arabisch يزن عبدالله عايد نعيمات; * 4. Juni 1999 in Wadi as-Sir) ist ein jordanischer Fußballspieler.

## Karriere

### Verein
Yazan al-Naima erlernte das Fußballspielen in der Jugend vom Sahab SC im jordanischen Amman. Hier unterschrieb er am 1. Juli 2018 seinen ersten Vertrag. Anfang 2022 ging er nach Katar, wo er sich dem Erstligisten al-Ahli anschloss. Nach 47 Ligaspielen, in denen er 15 Treffer erzielte, wechselte er im August 2024 zu dem ebenfalls in der ersten Liga spielenden Al-Arabi.

### Nationalmannschaft
Sein erstes bekanntes Spiel im Trikot der jordanischen A-Nationalmannschaft war ein 2:0-Freundschaftsspielsieg über Tadschikistan am 1. Februar 2021, wo er in der 66. Minute für Saleh Rateb eingewechselt wurde. Nach weiteren Einsätzen bei Freundschaftsspielen, wie auch der Qualifikation für die Weltmeisterschaft 2022, gehörte er zum Kader beim Arabien-Pokal 2021, wo er bei zwei der Gruppenspiele sowie dem Viertelfinale Einsatzzeit bekam.
Im darauffolgenden Jahr ging es für ihn weiter mit der Qualifikation für die Asienmeisterschaft 2024 sowie zahlreichen weiteren Freundschaftsspieleinsätzen. Im Anschluss an die ersten Qualifikationsspiele für die Weltmeisterschaft 2026 wurde er für den Kader bei der Endrunde der Asienmeisterschaft 2024 nominiert, wo er zur Stammaufstellung gehörte.